# Casa gigante
Casa gigante è un singolo del cantautore italiano Deddy, pubblicato il 13 gennaio 2023.

## Descrizione
Il brano, scritto dallo stesso cantautore con Francesco Di Rocco e Michael Tenisci, è prodotto da Daniele Capoferri e Giorgio Pesenti, in arte Okgiorgio.

## Promozione
Il brano è stato presentato dallo stesso cantautore il 15 gennaio 2023 nel corso della sedicesima puntata della ventiduesima edizione del talent show Amici di Maria De Filippi.

## Video musicale
Il video musicale, diretto da Simone Scarcelli, è stato pubblicato il 24 gennaio 2023 attraverso il canale YouTube del cantautore.

## Tracce
Testi e musiche di Dennis Rizzi, Francesco Di Rocco e Michael Tenisci.
1. Casa gigante – 2:37